# Анабат болівійський
Анаба́т болівійський (Syndactyla striata) — вид горобцеподібних птахів родини горнерових (Furnariidae). Мешкає в Перу і Болівії. Раніше цей вид відносили до роду Анабат (Simoxenops), однак за результатами низки молекулярно-генетичних досліджень він був переведений до роду Чагарниковий філідор (Syndactyla).

## Опис
Довжина птаха становить 19 см. Верхня частина тіла, горлова і крила темно-рудувато-коричневі. Над очима охристі "брови", голова, шия і спина поцятковані охристими смугами. Нижня частина тіла охриста, хвіст рудий. Дзьоб великий, міцний, нижня частина вигнута догори.

## Поширення і екологія
Болівійські анабати мешкають в регіоні Юнги в східних передгір'ях Анд на заході і в центрі Болівії та на крайньому південному заході Перу (Пуно). Вони живуть в густому підліску вологих рівнинних і гірських тропічних лісів. Надають перевагу заростям бамбука Guadua. Зустрічаються на висоті від 640 до 1500 м над рівнем моря.